# 부시아구

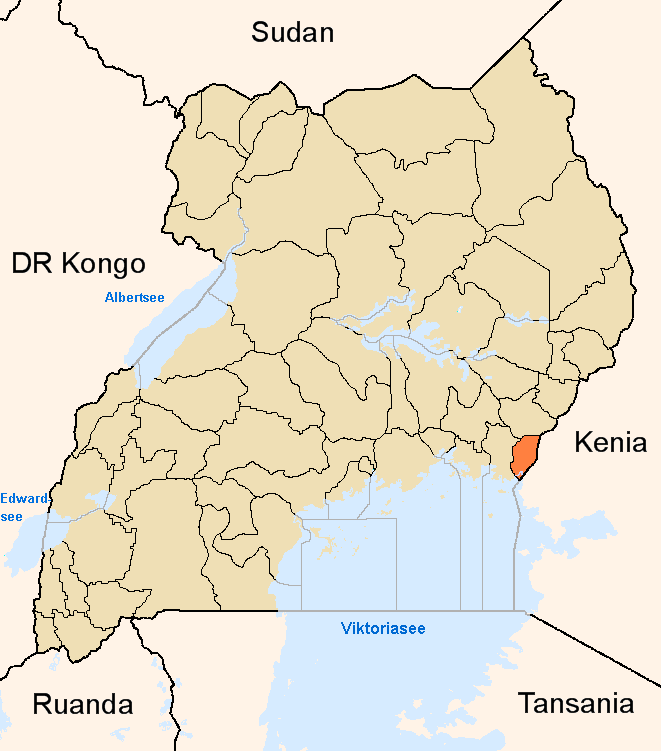
부시아 구의 위치

부시아구(Busia)는 우간다 남동부와 빅토리아호 북동부에 위치한 구로, 행정 중심지는 부시아이며 면적은 743km2, 인구는 228,181명(2002년 인구 조사 기준)이다.
행정 구역상으로는 동부 주에 속하며 1개 군(사미아부궤 군)을 관할한다. 북쪽으로는 토로로 구, 동쪽으로는 케냐 서부 주, 남쪽으로는 탄자니아, 남서쪽과 서쪽으로는 부기리 구와 접한다.

## 같이 보기
- 부시아현
- 우간다의 행정 구역